# Carta de Pere a Felip
La Carta de Pere a Felip està inclòs en el segon i últim lloc del Còdex VIII dels Manuscrits de Nag Hammadi (NH VIII 132-140), i té unes nou pàgines.
És una paràfrasi gnòstica d'un fragment de l'Evangeli de Lluc (Lc 24), escrit entre els segles II i IV segurament en llengua grega però que només s'ha conservat en llengua copta. La carta s'inicia dient que és un escrit de l'apòstol Pere a l'apòstol Felip, però el text no és del gènere epistolar sinó que sembla una barreja de gèneres literaris de la mateixa manera que l'Epístola d'Eugnostos, el Llibre Secret de Jaume, i el Tractat de la Resurrecció. Adopta parcialment l'estructura d'una homilia i està formada per les preguntes que un deixeble fa al seu mestre. És com un "evangeli" o un diàleg de "revelació" de contingut gnòstic, on Jesús respon a les preguntes dels deixebles, encara que més aviat fa un monòleg i els deixebles hi estan d'acord i donen les gràcies.
És un llibre que, tot i el seu contingut gnòstic, presenta molts punts ortodoxos. L'autor defensa en tot moment Pere com la màxima autoritat, davant d'un Felip llunyà i obedient. El fragment més purament gnòstic és el mite de la transgressió de Saviesa. El vocabulari és semblant al de l'Evangeli apòcrif de Joan. De la Carta de Pere a Felip se'n conserva una edició paral·lela també en copte entre els manuscrits trobats al Còdex Tchacos.